# Hans Oscar Margon
Hans Oscar Margon (auch: (Hans) Oskar Margon; * 10. April 1911; † 24. März 1976 in Berlin) war ein deutscher Spanienkämpfer, Mitglied der Bewegung Freies Deutschland in Mexiko sowie Wirtschaftsfunktionär in der DDR.

## Leben
Margon emigrierte 1933 nach Frankreich und anschließend nach Spanien, wo er 1936 Mitglied der Vereinigten Sozialistischen Partei Kataloniens (Partit Socialista Unificat de Catalunya, PSUC) wurde. Er nahm auf Seiten der Republik am Spanischen Bürgerkrieg als Dolmetscher und Politkommissar der Internationalen Brigaden teil. Er wurde dann später in Frankreich interniert, unter anderem in Les Milles. Margon emigrierte Ende 1941 weiter nach Mexiko. Er ging am 19. November 1941 in Casablanca an Bord des portugiesischen Schiffes Serpa Pinto, das am 16. Dezember 1941 Veracruz erreichte. In Mexiko war er Mitglied der Bewegung Freies Deutschland (Alemania libre) und ihres Empfangskomitees sowie des Heinrich-Heine-Klubs. Margon war in Mexiko Mitarbeiter der Zeitschriften Freies Deutschland und Deutsche Post und galt in der Redaktion des Freien Deutschlands aufgrund seiner spanischen Sprachkenntnisse als unentbehrlich. Margon hielt Vorträge an der Arbeiteruniversität in Mexiko und war zudem als Sprecher der spanischen Rundfunksendungen des Lateinamerikanischen Komitees der Freien Deutschen tätig.
1946 kehrte er nach Deutschland zurück, wurde Mitglied der Sozialistischen Einheitspartei Deutschlands und war ab Oktober 1948 Leiter der Hauptverwaltung Reparationen in der Deutschen Wirtschaftskommission. Ab 1949 leitete er die Handelsorganisation Berlin. Später war Margon im Außenhandel der DDR beschäftigt.

## Auszeichnungen
- Hans-Beimler-Medaille (1956)
- Vaterländischer Verdienstorden in Silber (1971)[4]